# Ellsworth, Iowa
Ellsworth är en ort i Hamilton County i delstaten Iowa, USA.